# Round Harbour 4
Round Harbour 4 ou Round Harbour (Baie Verte) foi uma pequena vila localizada a sudeste de Baie Verte na província de Terra Nova e Labrador.